# Alfred-Adler-Institut Berlin
Die Alfred Adler Gesellschaft für Individualpsychologie in Berlin e.V. (AAI) ist seit Januar 1992 ein staatlich anerkanntes Aus- und Weiterbildungsinstitut für Psychotherapie und Psychoanalyse. Psychologen mit einem Diplom- oder Masterabschluss haben die Möglichkeit, eine Ausbildung zum Psychologischer Psychotherapeuten nach Maßgabe des Psychotherapeutengesetzes zu absolvieren. Ärzten steht die Weiterbildung im Bereich Psychotherapie und Psychoanalyse offen.
Das Institut ist von der Deutschen Gesellschaft für Individualpsychologie (DGIP), der Deutschen Gesellschaft für Psychoanalyse, Psychotherapie, Psychosomatik und Tiefenpsychologie (DGPT), der Vereinigung Analytischer Kinder- und Jugendlichen-Psychotherapeuten in Deutschland e.V. (VAKJP) sowie der Kassenärztlichen Bundesvereinigung (KBV) anerkannt. Absolventen steht es nach erfolgreicher Ausbildung offen, den Fachgesellschaften beizutreten, sowie die staatliche Prüfung, welche zur Approbation berechtigt, abzulegen.

## Aus- und Weiterbildungsmöglichkeiten
Das AAI bietet fürPsychologen mit Diplom-Abschluss folgende Ausbildungsmöglichkeiten an:
- Tiefenpsychologisch-fundierte Psychotherapie und Psychoanalyse (verklammerte Ausbildung)
- Tiefenpsychologisch-fundierte Psychotherapie

Psychologen mit Master-Abschluss können nach Erfragung beim Landesamt für Gesundheit zugelassen werden (Stand: 27. Januar 2012).
Psychologen, Sozialpädagogen sowie Diplom-Pädagogen steht die Ausbildung zum Kinder- und Jugendlichenpsychotherapeut in analytisch begründeten Verfahren (tiefenpsychologisch fundierte und analytische Psychotherapie) offen.
Ärzte können gemäß den Weiterbildungsrichtlinien der DGPT eine Weiterbildung in Psychotherapie und Psychoanalyse absolvieren.
Bereits approbierten Psychotherapeuten ist es möglich, eine Weiterbildung in Psychoanalyse, nach Richtlinien der DGPT, zu absolvieren und damit die Voraussetzung zur Abrechnung im Verfahren analytische Psychotherapie zu erlangen.
In Zusammenarbeit mit dem Berliner Institut für Gruppenanalyse (BIG) wird eine Weiterbildung zur bzw. zum analytischen Gruppentherapeut angeboten.
Neben diesem Aus- und Weiterbildungsangebot werden verschiedene Fortbildungsangebote in Zusammenarbeit mit unterschiedlichen Fachgesellschaften organisiert.

## Institutsambulanz
Das AAI bietet Patienten die Möglichkeit an eine Psychotherapie oder Psychoanalyse zu beginnen. Zunächst werden Vorgespräche geführt und unter Berücksichtigung der Wünsche der Interessierten und ihrer Beeinträchtigungen durch die psychische oder psychosomatische Störung das weitere Verfahren besprochen. Die Ambulanz vermittelt anschließend an einer Psychotherapie bzw. Psychoanalyse Interessierte an erfahrene Mitglieder sowie Auszubildende.